# Esprit Calvet
Pour les articles homonymes, voir Calvet.
Esprit Claude François Calvet, né à Avignon en 1728 et mort dans la même ville en 1810, était un riche médecin à la fois physiocrate (économiste), archéologue et naturaliste, correspondant de l'Académie des inscriptions, collectionneur d'antiques, d'œuvres d'art et de livres.

## Biographie

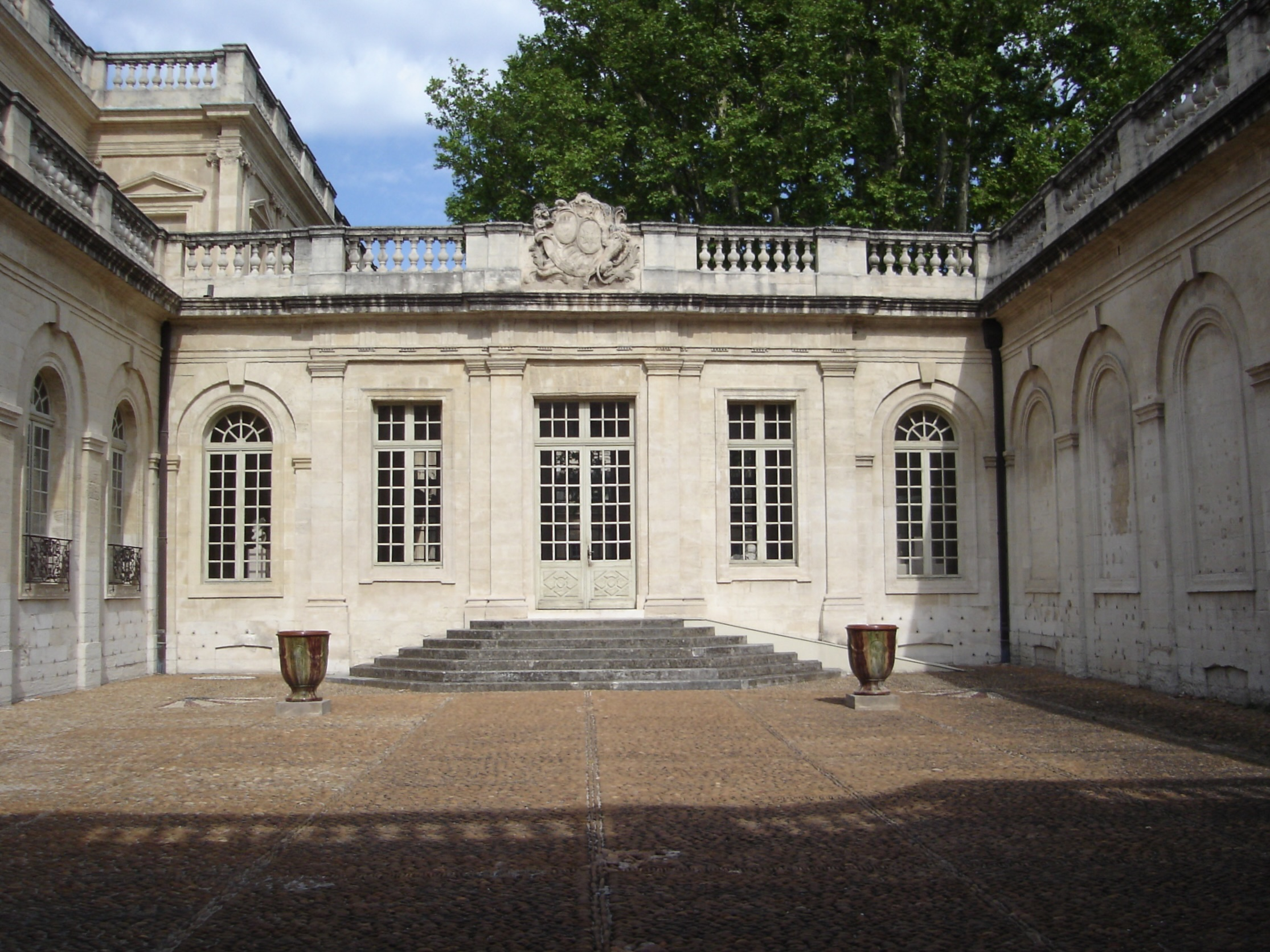
Le musée Calvet dans l'hôtel de Villeneuve-Martignan

Esprit Calvet est né le 24 novembre 1728 à Avignon et y mourut le 25 juillet 1810, descendant d'une famille arrivée au XVe siècle dans la cité pontificale.
Il y fit toutes ses études, d'abord au Collège des Jésuites, puis à la Faculté de médecine dans laquelle il prit tous ses grades, baccalauréat, licence, doctorat et même l'agrégation qui était « fort au-dessus du simple doctorat ».
Il alla cependant compléter sa formation médicale à Montpellier, puis à Paris. Il revint ensuite s'établir dans la vieille maison familiale de la rue Pugelle (appelée plus tard rue Calvet).
Il y fut nommé professeur d'anatomie à la Faculté de médecine ; le succès de ses leçons lui valut, en 1756, la chaire de premier professeur de médecine, puis le titre de médecin en chef des hôpitaux de Sainte-Marthe et de Saint-Bénézet.

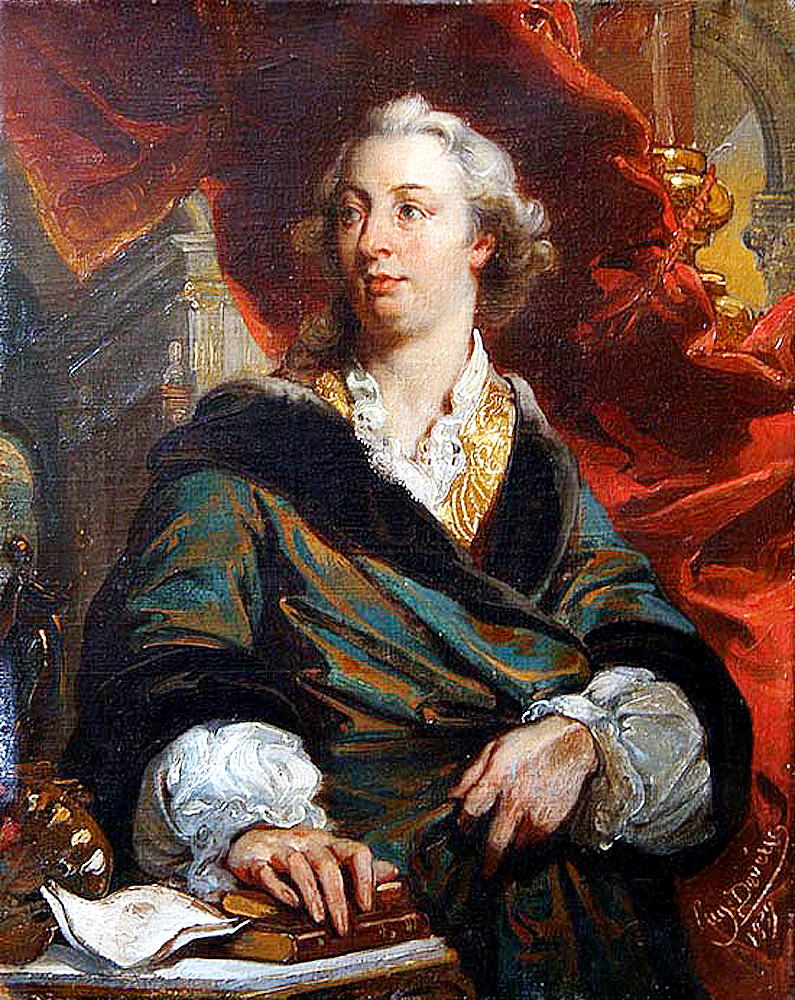
Esprit Calvet par Eugène Devéria

Mais il ne se laissait pas absorber par son métier et sa curiosité était universelle. Il s'intéressait à la médecine et à l'histoire naturelle, comme à la philosophie et à la poésie.
De bonne heure il s'était attaché à recueillir les monnaies anciennes ; à sa mort il en possédait 12.000 dont un grand nombre de pièces d'or. Ses cabinets d'antiquités et d'histoire naturelle s'étaient formés en même temps.
Le 10 janvier 1810, à 82 ans, il rédigea son testament en léguant, avec des charges importantes, à Avignon une riche bibliothèque Calvet – elle se composait d'environ 1400 volumes, une collection d'histoire naturelle et un beau cabinet d'antiquités, avec les moyens nécessaires pour les entretenir.
Esprit Calvet fut tout d'abord enterré dans le petit cimetière du rocher des Doms. Puis, lorsque celui-ci fut désaffecté en 1843, son corps fut transféré dans le jardin du musée Calvet.
Après sa mort, un décret impérial (daté du 9 avril 1811 depuis le Palais des Tuileries) autorise le maire d'Avignon à accepter, au nom de et pour la commune d'Avignon, le legs universel fait à son profit, permettant ainsi de contourner la législation en vigueur.
La Fondation Calvet est créée à partir de ce don. Elle gère le Musée Calvet, nommé ainsi en son honneur, qui conserve nombre de ses objets d'arts ; ainsi que la bibliothèque Calvet qui constitue l'objet même de son testament : « Appelé par goût à l'étude et au célibat, écrit-il dans son testament, je m'étais proposé dès l'âge de 15 ans, d'établir à perpétuité une bibliothèque publique dans ma patrie qui en manquait ». La Fondation Calvet gère aujourd'hui cinq musées à Avignon et trois à Cavaillon. Parmi eux, le Musée Calvet, Lapidaire, Requien et Petit Palais.

## Un père fondateur
Grâce aux charges et conditions stipulées dans son testament, Esprit Calvet  donnait à sa ville beaucoup plus que sa bibliothèque et ses cabinets de curiosités. Il fondait une institution unique en France, que ses contemporains nommèrent MUSEUM CALVET, bien que lui-même la désignait sous le nom de ma bibliothèque : « Mes cabinets de médailles [...] appartiendront à ma bibliothèque [...]. Ma nombreuse collection d'histoire naturelle appartiendra aussi à ma bibliothèque et y sera logée [...]. Je lègue à ma bibliothèque 1° mon buste de marbre [...], etc.. ». Le décret impérial du 9 avril 1811 ayant « donné force et vie aux volontés de Calvet, impuissantes par elles seules à créer une personnalité juridique distincte de la personnalité communale » (Cour d'Appel de Nîmes, arrêt du 16 décembre 1903), l'établissement voulu par Calvet « constitue une personne civile capable de recevoir par donation ou testament ». (Ibid.) La pleine autonomie administrative du MUSEUM CALVET (que l'on appelle aujourd'hui Fondation Calvet) inspira une grande confiance parmi les artistes, les collectionneurs et les chercheurs, surtout ceux originaires d'Avignon. Leurs très nombreuses libéralités, ajoutées aux achats effectués par l'administration de l'institution, firent de la bibliothèque Calvet une des plus riches bibliothèques provinciales.